# Dekanat Murafa
Dekanat Murafa – jeden z ośmiu dekanatów katolickich w diecezji kamienieckiej na Ukrainie.
Inne dekanaty to:

- Bar
- Chmielnik
- Gródek
- Kamieniec Podolski
- Połonne
- Tomaszpol
- Winnica

## Parafie
- Annopol - Parafia Matki Bożej Fatimskiej
- Arystówka[1] - Parafia Najświętszego Serca Pana Jezusa
- Bracław - Parafia Matki Bożej Szkaplerznej
- Derebczyn - Parafia Matki Bożej Nieustającej Pomocy
- Derebczynka[2] - Parafia Niepokalanego Serca Najświętszej Maryi Panny
- Dołżek - Parafia Miłosierdzia Bożego
- Gniewań - Parafia św. Józefa
- Granów - Parafia Przemienienia Pańskiego
- Hajsyn - Parafia św. Jana Nepomucena
- Joachimówka - Parafia św. Antoniego
- Kobyłeckie - Parafia Matki Bożej Fatimskiej
- Kopijówka[3] - Parafia św. Ap. Piotra i Pawła
- Kozłówka - Parafia św. Franciszka
- Krasne - Parafia św. Józefa
- Ładyżyn - Parafia Wniebowzięcia Najświętszej Maryi Panny
- Łozowa - Parafia Niepokalanego Poczęcia Najświętszej Maryi Panny
- Michajłówka - Parafia św. Michała Archanioła
- Murafa - Parafia Niepokalanego Poczęcia Najświętszej Maryi Panny
- Niemirów - Parafia św. Józefa
- Pasenki - Parafia Opatrzności Bożej
- Peczera - Parafia św. Andrzeja Apostoła
- Pieńkówka - Parafia św. Stanisława
- Plebanówka - Parafia św. Brata Alberta Chmielowskiego
- Politanki - Parafia Matki Bożej Fatimskiej
- Rachny - Parafia Miłosierdzia Bożego
- Roskosz[4] - Parafia Najświętszego Serca Pana Jezusowego
- Samczyńce - Parafia św. Marii Magdaleny
- Stroińce - Parafia Najświętszego Serca Pana Jezusowego
- Sutyska - Parafia Miłosierdzia Bożego
- Szarogród - Parafia św. Floriana
- Teplik - Parafia św. Stanisława BM
- Tulczyn - Parafia Matki Bożej Różańcowej
- Tywrów - Parafia św. Michała Archanioła
- Zwedenówka -Parafia św. Józefa